# Anilios bicolor
Anilios bicolor — вид змій родини сліпунів (Typhlopidae). Ендемік Австралії.

## Поширення і екологія
Anilios bicolor широко поширені на півдні Австралії, від рівнини Налларбор в Західній Австралії через Південну Австралію до центральних районів Нового Південного Уельсу і північно-західної Вікторії. Вони живуть в чагарникових заростях і рідколіссях, що ростуть на піщаних ґрунтах та суглинках.